# Олександро-Степанівка
Олекса́ндро-Степа́нівка — село в Україні, в Олександрійській міській громаді Олександрійського району Кіровоградської області.

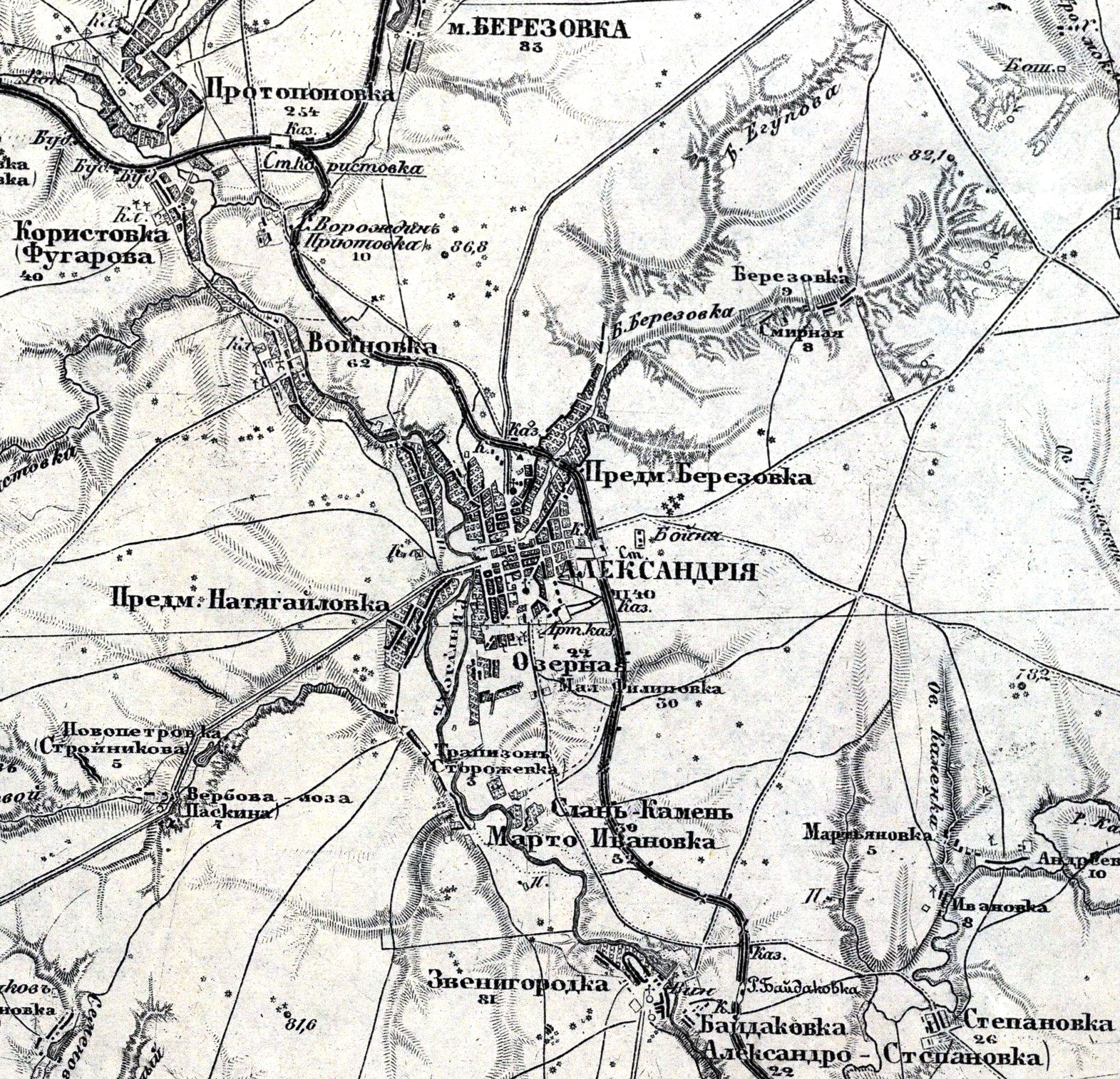
Олександрія і довколишні населені пункти на мапі початку ХХ ст.

Колишня назва Байдаківка за прізвищем поміщика Байдакова.

## Населення
За переписом населення України 2001 року в селі мешкали 152 особи.